# 訃報 1982年7月
訃報 1982年7月（ふほう 1982ねん7がつ）では、1982年（昭和57年）7月中に物故した、又は物故が報じられた人物についてまとめる。

## （1日 - 15日）

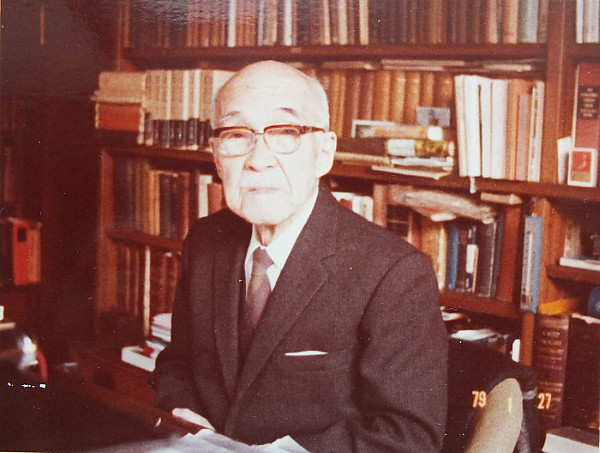
斎藤勇／7月4日没

池田弥三郎／7月4日没

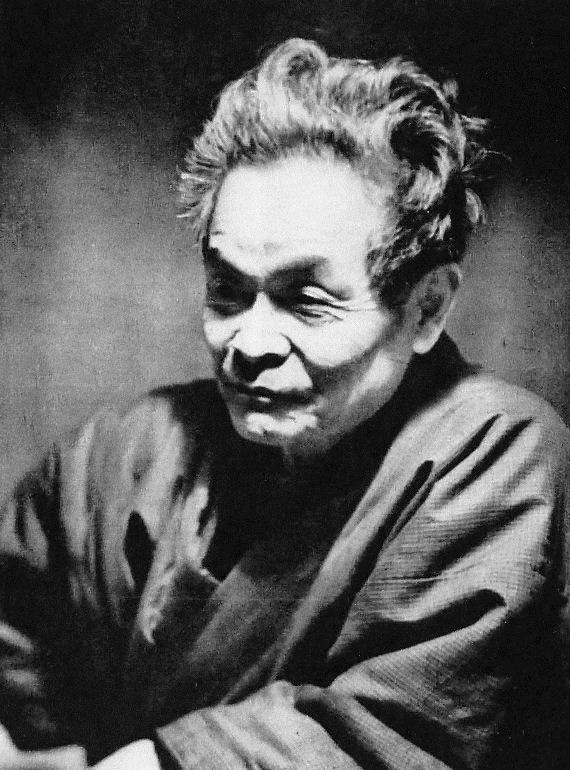
坪田譲治／7月7日没

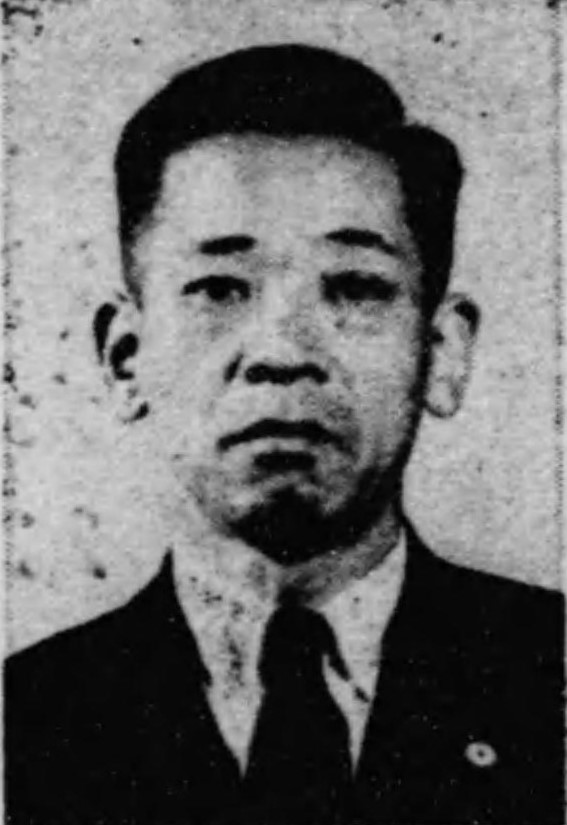
竹山祐太郎／7月7日没

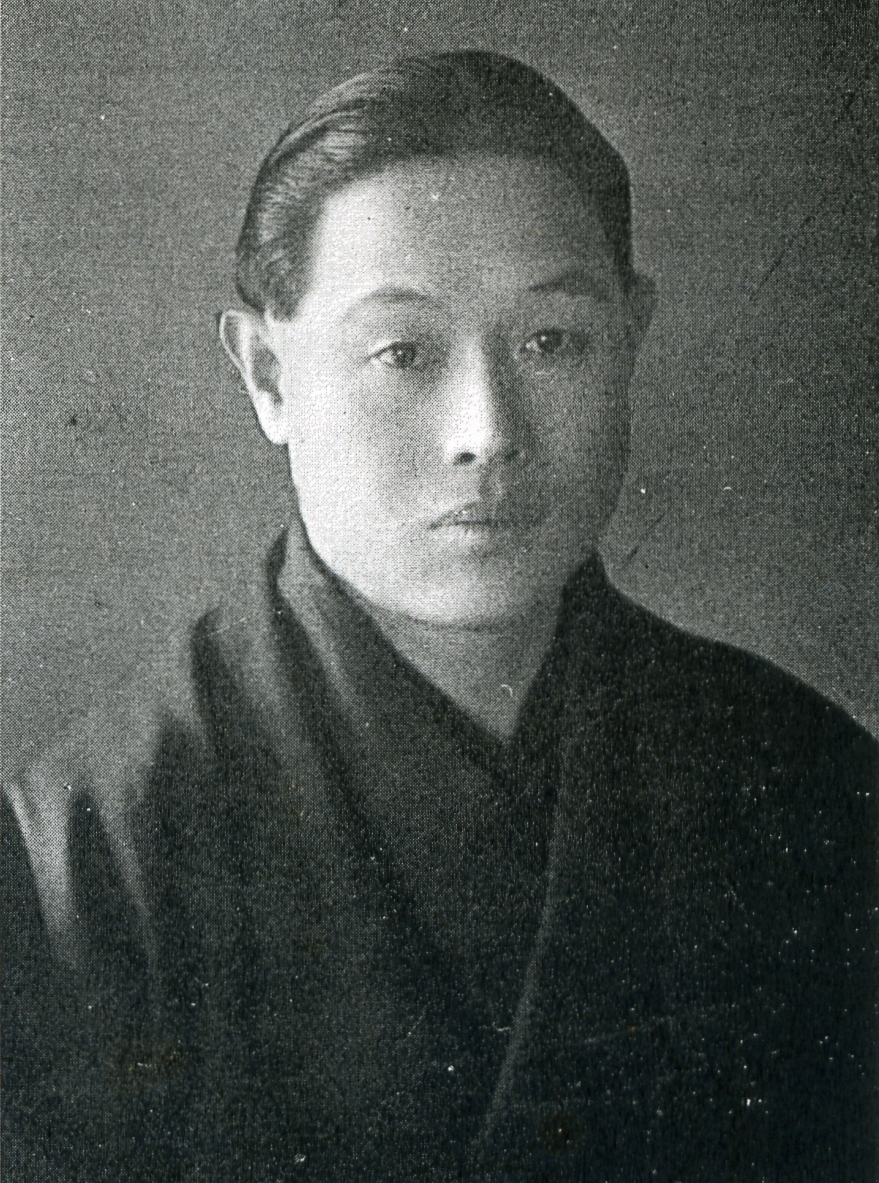
太田正孝／7月10日没

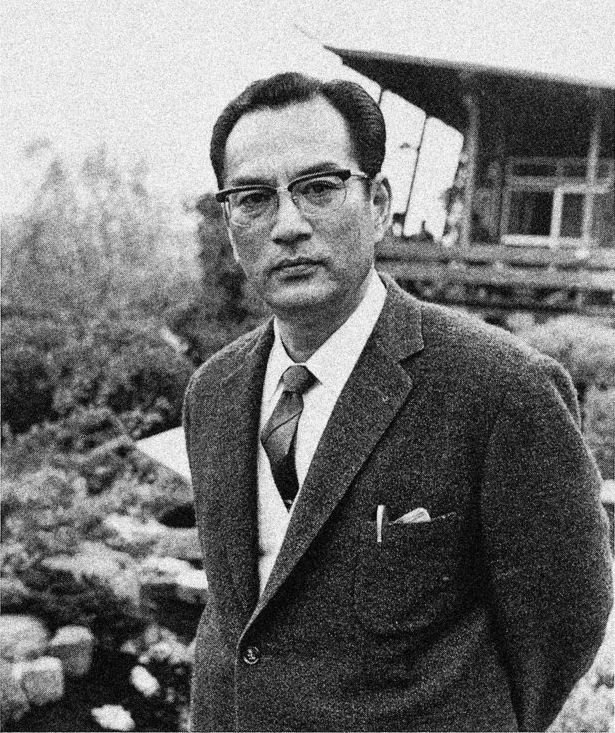
三宅精一／7月10日没

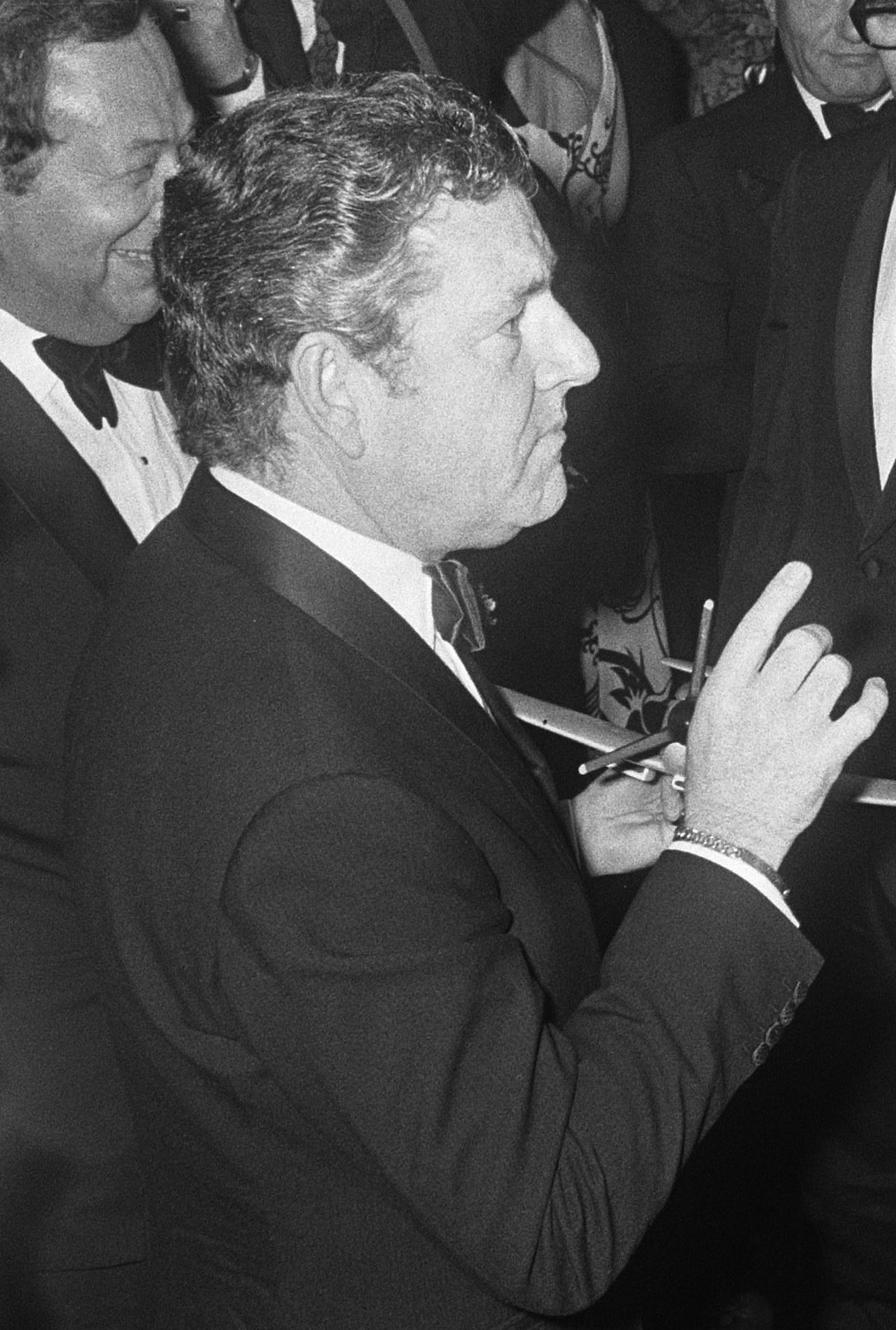
ケネス・モア／7月12日没

- 7月3日 - 酒井田柿右衛門 (13代目)[要出典]、陶芸家（* 1906年）
- 7月4日 - 斎藤勇、元東京女子大学学長・第3代日本英文学会会長・東京帝国大学名誉教授・国際基督教大学名誉教授（* 1887年）
- 7月5日 - 池田弥三郎、洗足学園魚津短期大学教授・元慶應義塾大学教授（* 1914年）
- 7月7日 - 坪田譲治、児童文学作家（* 1890年）
- 7月7日 - 竹山祐太郎、元建設大臣・静岡県知事（* 1901年）
- 7月10日 - 太田正孝、元自治庁長官（* 1886年）
- 7月10日 - 三宅精一、社会事業家・発明家（* 1926年）
- 7月11日 - 五藤斉三、五藤光学研究所創業者（* 1891年）
- 7月12日 - ケネス・モア、俳優（* 1914年）
- 7月15日 - ビル・ジャスティス、作曲家（* 1926年）

## （16日 - 31日）

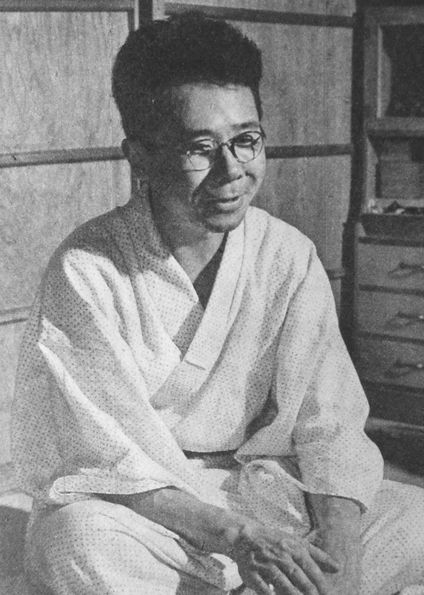
江上不二夫／7月17日没

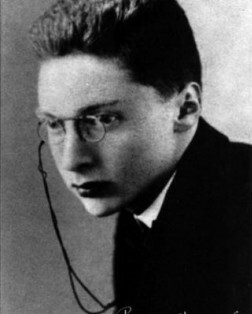
ロマーン・ヤーコブソン／7月18日没

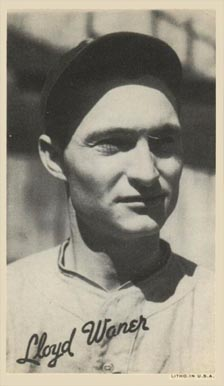
ロイド・ウェイナー／7月22日没

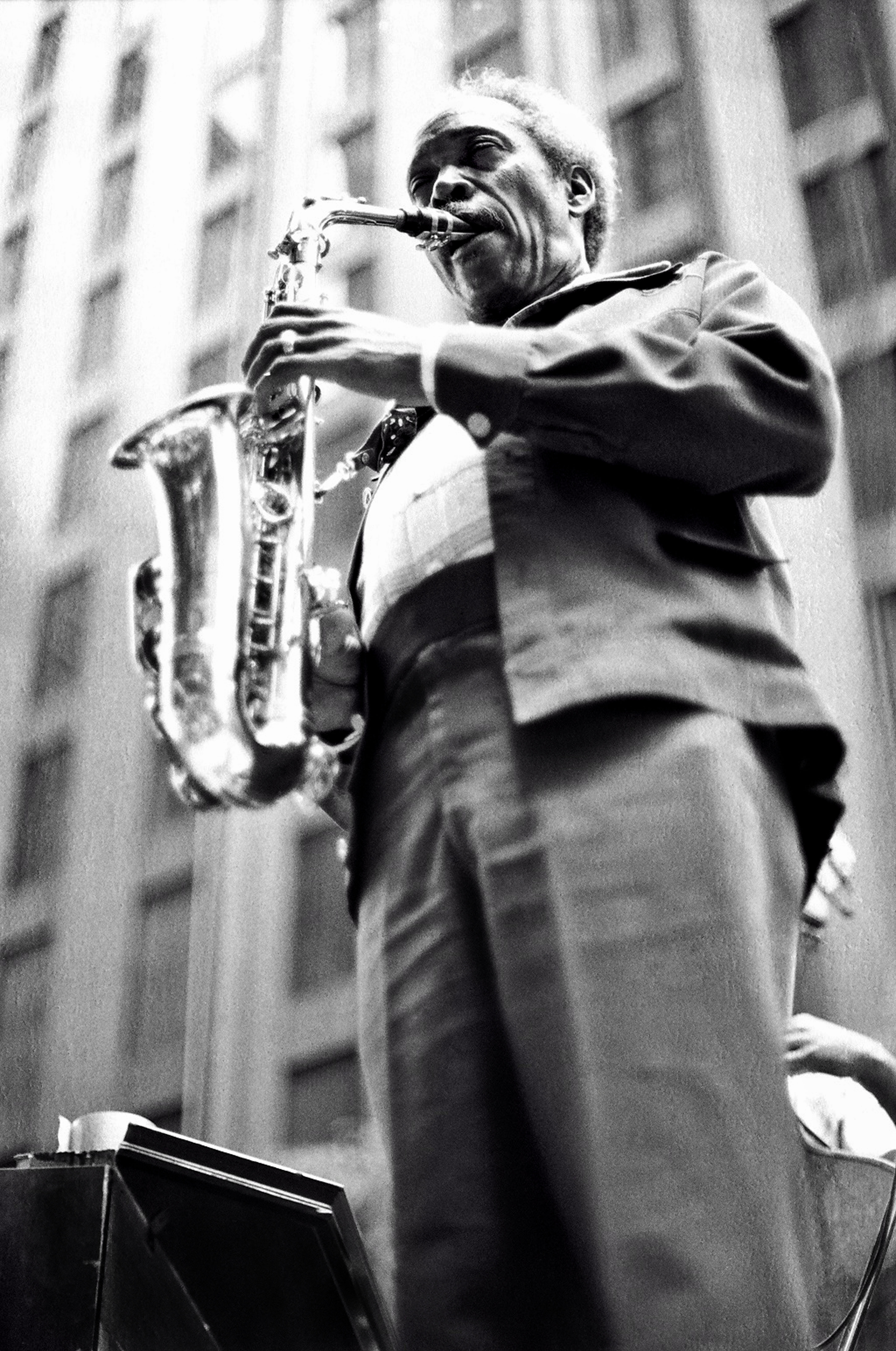
ソニー・スティット／7月22日没

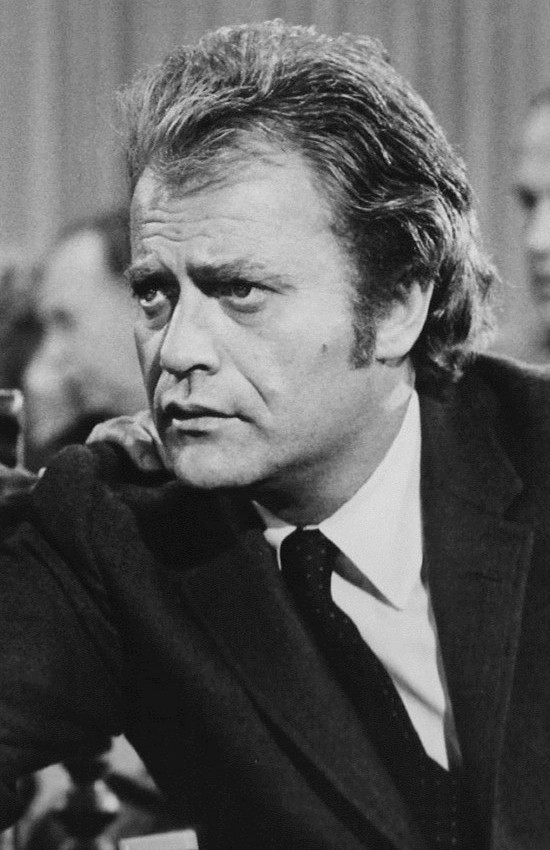
ヴィック・モロー／7月23日没

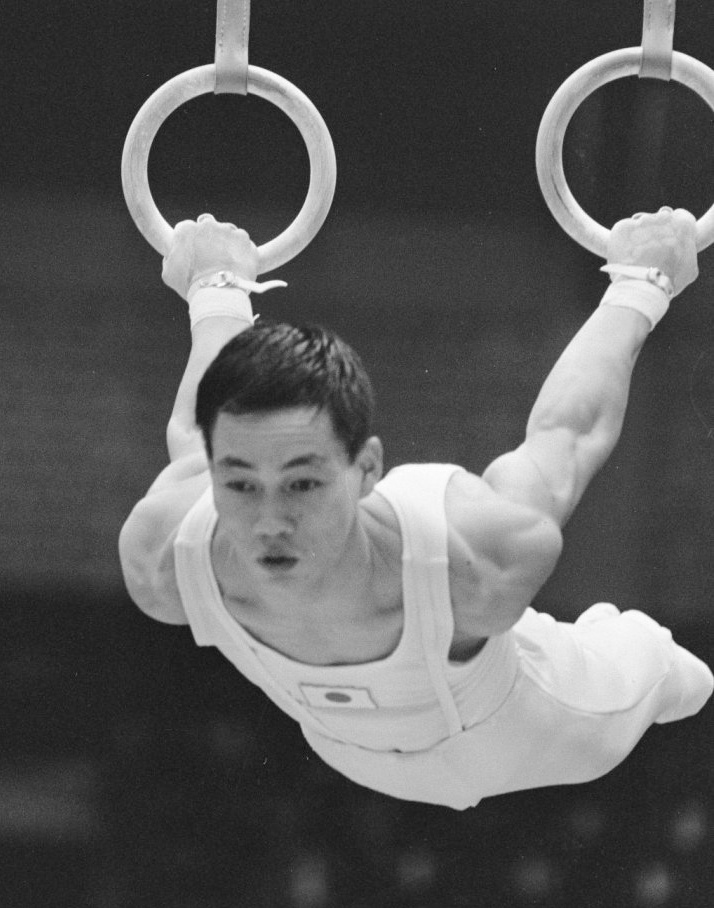
加藤武司／7月24日没

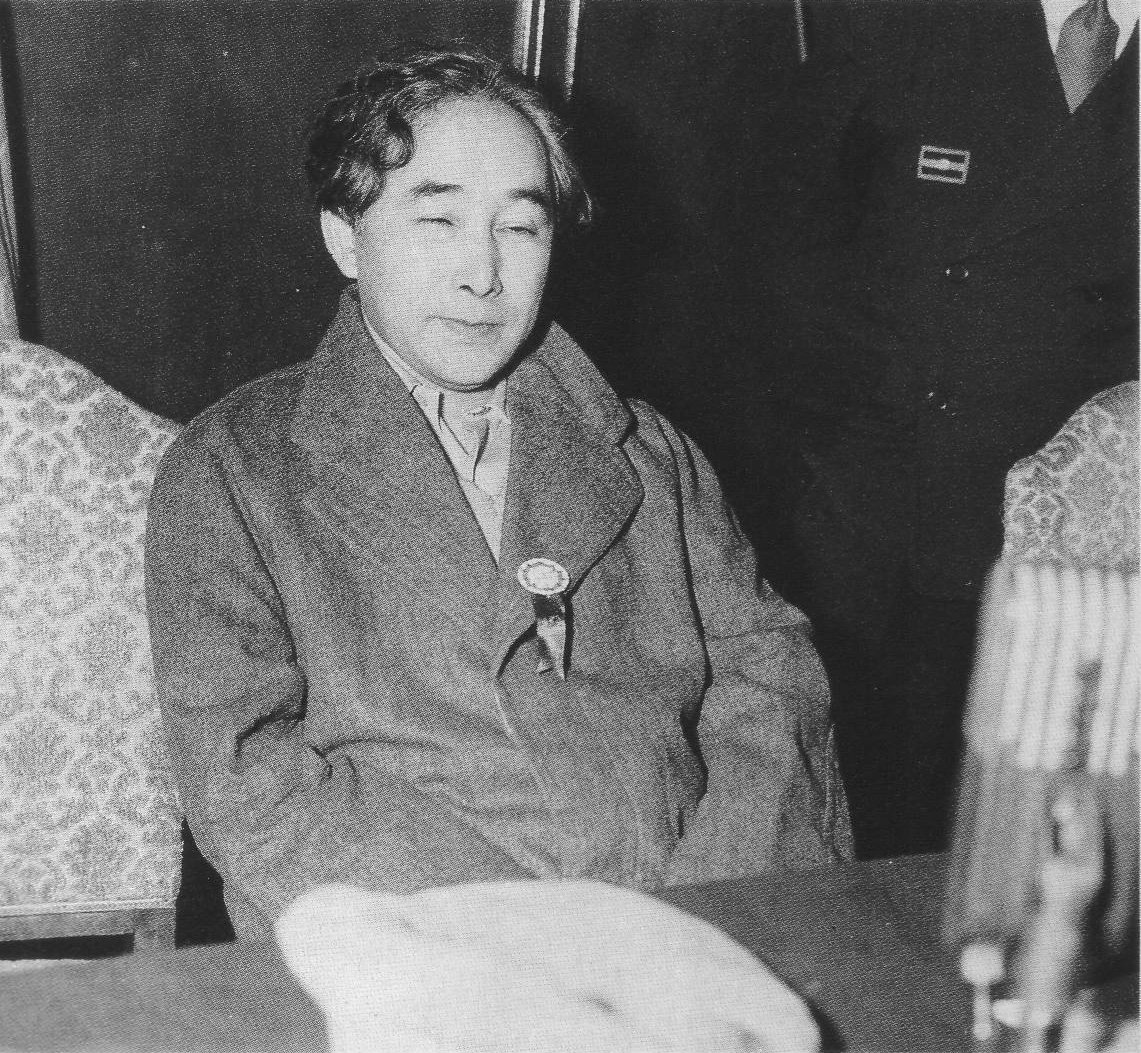
鹿地亘／7月26日没

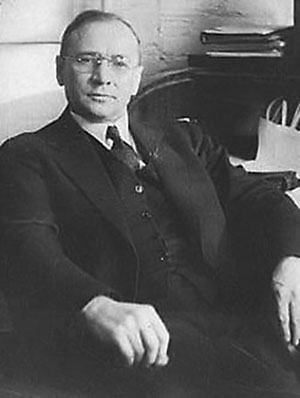
ウラジミール・ツヴォルキン／7月29日没

- 7月17日 - 江上不二夫、生化学者（* 1910年）
- 7月17日 - 江夏美好、作家（* 1923年）
- 7月18日 - ロマーン・ヤーコブソン、言語学者（* 1896年）
- 7月19日 - ヒュー・エヴェレット3世、物理学者（* 1930年）
- 7月19日 - オコト・ビテック、作家・詩人・社会学者・サッカー選手（* 1931年）
- 7月21日 - 石子順造、美術評論家・漫画評論家（* 1928年）
- 7月22日 - ロイド・ウェイナー、メジャーリーガー（* 1906年）
- 7月22日 - ソニー・スティット、ジャズ・サクソフォン奏者（* 1924年）
- 7月23日 - 丸茂重貞、元環境庁長官（* 1916年）
- 7月23日 - ヴィック・モロー、俳優（* 1929年）
- 7月24日 - 加藤武司、体操選手・メキシコシティーオリンピック金メダリスト（* 1942年）
- 7月26日 - 鹿地亘、小説家（* 1903年）
- 7月27日 - 高山良策、彫刻家（* 1917年）
- 7月27日 - 鷲巣繁男、詩人（* 1915年）
- 7月28日 - 田口利八、西濃運輸創業者（* 1907年）、
- 7月29日 - ウラジミール・ツヴォルキン、発明家・技術者（* 1889年）